# Юлдуз (Самарская область)
Юлду́з — посёлок в Камышлинском районе Самарской области. Входит в состав сельского поселения Камышла.

## География
Посёлок находится на расстоянии примерно 4 км (по прямой) к северо-западу от села Камышла, административного центра района.

### Часовой пояс
Посёлок Юлдуз, как и вся Самарская область, находится в часовой зоне МСК+1. Смещение применяемого времени относительно UTC составляет +4:00.

## История
Посёлок основан в 1920-х годах переселенцами из села Камышла.

## Население
| 2010 |
| ---- |
| 0    |